# Portada/efemèride desembre 15
Elisabet Casanovas
« 14 de desembre · 15 de desembre · 16 de desembre »